# На тропе войны
«На тропе войны» (англ. War Party) — североамериканский кинофильм.

## Сюжет
Город Бингер, Штат Монтана. Реконструкция произошедшей сто лет назад знаменитой битвы между индейцами племени «Черная нога» и американскими войсками превращается в настоящую после того, как один из пьяных «белых» парней приносит револьвер, заряженный боевыми патронами и убивает молодого парня «индейца». Пять молодых индейцев быстро мстят за смерть их друга и бегут в лес. Губернатор и мэр города вызывают Национальную гвардию, ситуация становится неконтролируемой.